# 比佛利威爾希爾飯店
比佛利威爾希爾飯店（Beverly Wilshire Hotel）是一間歷史性的飯店，位於美國加州比佛利山南羅迪歐大道東側，地址是9500威爾希爾大道（Wilshire Boulevard）。

## 歷史
飯店由地產開發商華特·G·麥卡提（Walter G. McCarty）興建，原址曾是比佛利山賽車場（Beverly Hills Speedway），於1928年完工（當時比佛利山只有不到18,000位市民），名稱為「比佛利威爾希爾公寓飯店」（Beverly Wilshire Apartment Hotel）。飯店是一棟「山」字型的文藝復興風格建築，使用義大利的特殊托斯卡尼石材和卡拉拉大理石建造，自2006年起，沃爾夫岡·普克（Wolfgang Puck）在飯店內開設有一間「Cut」餐廳。
飯店在1940年代易主後翻修，為了容納當時流行的大樂團而增設了宴會舞廳，並改名為「比佛利威爾希爾飯店」。此外，也建造了一座奧運規格的游泳池和冠軍杯網球場，由網球冠軍潘喬·岡查雷斯（Pancho Gonzalez）擔任駐場網球指導。

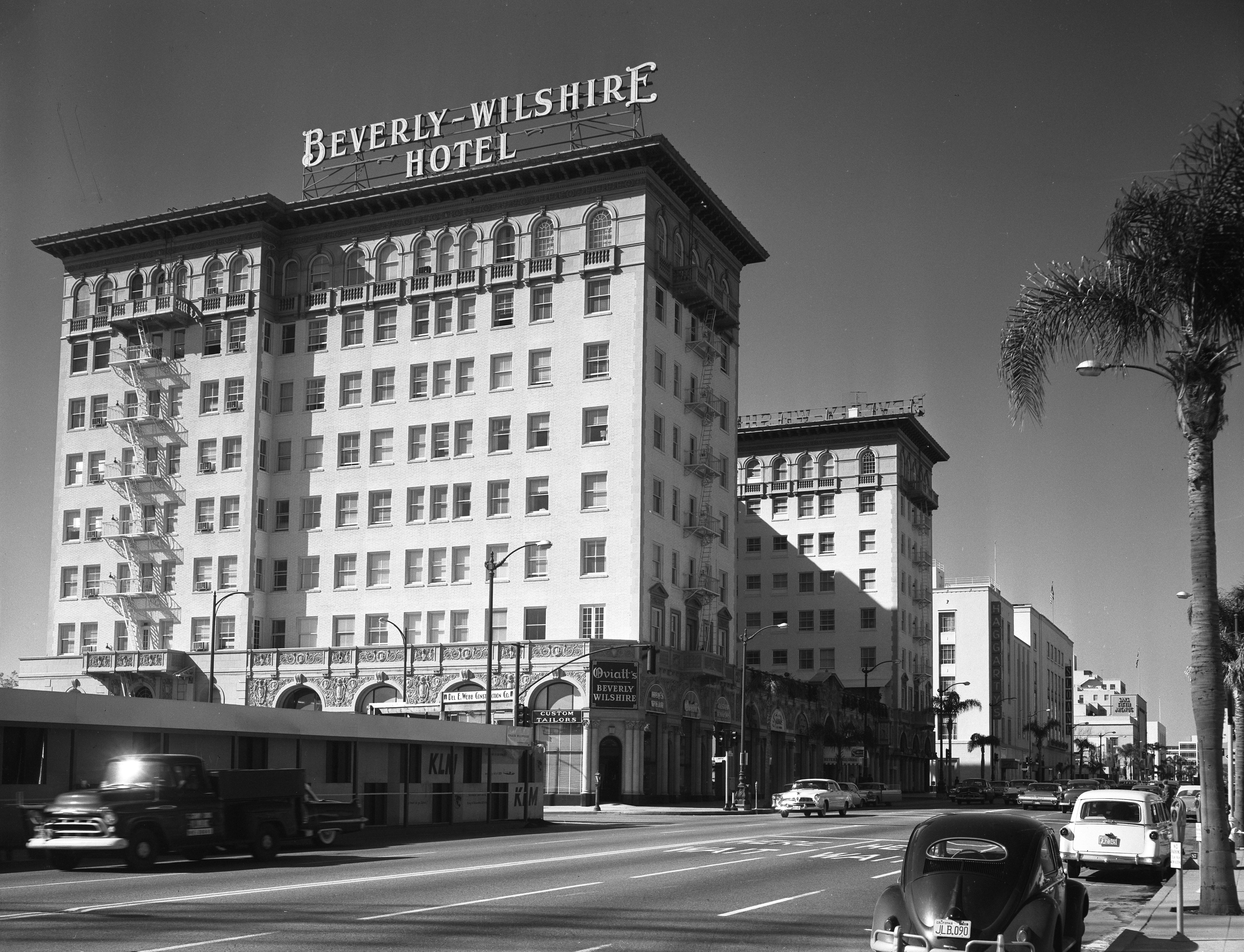
1959年時的比佛利威爾希爾飯店

飯店其後再度兩次易主，首次是在1958年，而後在1961年被以赫曼多·寇特萊特（Hernando Courtright）為首的投資人團隊買下。
麗晶國際酒店在1985年將飯店買下。自1992年起，這間擁有395間客房的高級飯店是由四季酒店管理營運。

## 著名房客
歌手艾維斯·普里斯萊（貓王）和演員華倫·比提曾在飯店內居住數年。此外約翰·藍儂和小野洋子分開數個月的期間也居住在飯店中。
美國名士和沃爾沃斯（Woolworth）百貨公司繼承人芭芭拉·赫頓晚年虛弱且窮困時曾住在此飯店數年，並於1979年5月在飯店內去世。
近年曾入住比佛利威爾希爾飯店的著名房客包括美國總統巴拉克·歐巴馬、日本昭和天皇、達賴喇嘛和阿迦汗二世王子（Sadruddin Aga Khan）。此外還有演員米高·肯恩、麥克·道格拉斯、法拉·佛西、德斯汀·荷夫曼、安傑麗卡·休斯頓、艾爾頓·強、羅伯·派汀森、華特·馬殊和艾爾·帕西諾。

## 相關影視作品
比佛利威爾希爾飯店是1990年電影《麻雀變鳳凰》的主要拍攝場景。HBO影集《我家也有大明星》亦經常在此飯店拍攝，2004年至2011年間，演職員團隊每季製作時至少會在飯店內拍攝三次。

## 資料來源
1. 1 2  . National Register of Historic Places. National Park Service. 2007-02-14  [2014-08-20]. （原始内容存档于2021-04-09）.
2. 1 2 3 4  . Seeing-stars.com.   [2011-11-30]. （原始内容存档于2011-12-04）.
3. 1 2 3  . Travel Guide (lcsbg.com). 2011-02-09. （原始内容存档于2012-04-25）.
4. ↑  . Los Angeles Times. 2011-11-25  [2014-08-20]. （原始内容存档于2018-11-06）.
5. ↑  . BlackBook Magazine. 2009-07-28  [2014-08-20]. （原始内容存档于2011-09-11）.

## 外部連結
- 比佛利威爾希爾飯店官方網站 （页面存档备份，存于）